# Mächy
Mächy, egentligen Mats Isidor Blomberg, född den 6 juli 1982 i Tumba, södra Stockholm är en svensk rappare. Mächy är medlem i det Stockholms-baserade kollektivet MMD (Mekk My Day).

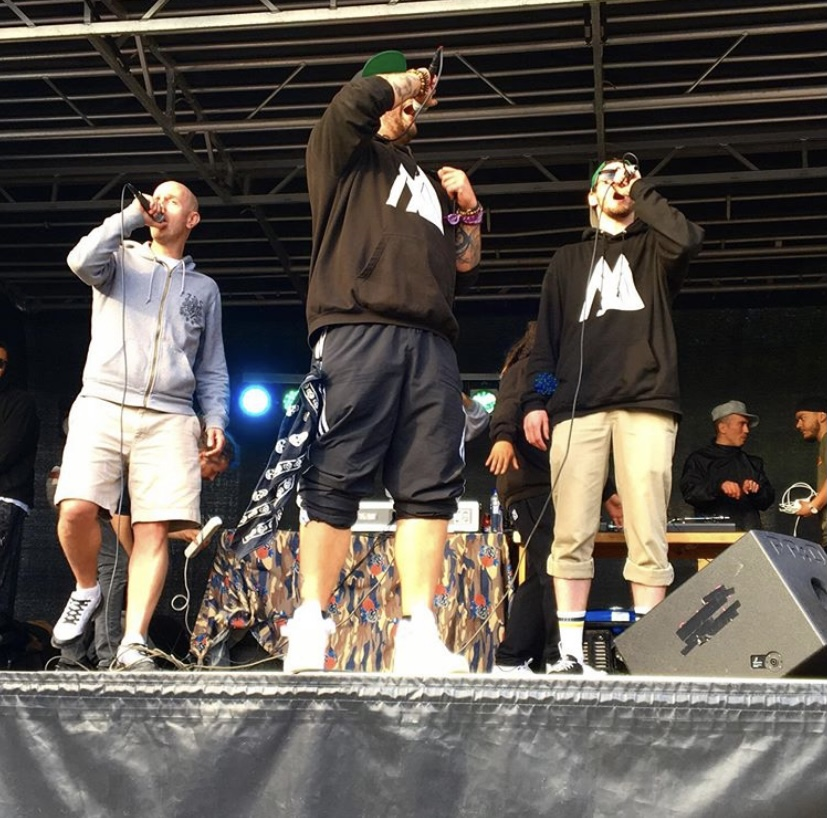
Spring Beast festival 2019

## Diskografi

### Album
- 2022 - Skeppohoj Cowboys (med Jas The Cat)
- 2021 – Divanen (Instrumental version)
- 2020 – Divanen
- 2018 – Isidor
- 2014 – Finna balansen
- 2014 – Skarpan boogie mixtape
- 2011 – Mächy på luffen

## Diskografi
- 2011 – Mächy på luffen
- 2014 – Skarpan boogie mixtape
- 2014 – Finna balansen
- 2015 – Kalypso (musikalbum)
- 2016 – Familj och musiken, tillsammans med Onda från Sthlm Inkasso

### Mixtapes
- 2009 - 3 År Senare Mixtape

- 2011 - Boogversioner & Shit Vol.1

- 2012 - Boogversioner & Shit Vol.2

### Singlar
- 2014 – Samma snubbe
- 2014 – Voodoo på dig (MMD Remix) (feat. Östblockarn, Toffer, Martin Zamora & Queff)
- 2015 – En tok ska va fri